# Семейные вечера
«Семейные вечера» — выходивший в Российской империи детский ежемесячный журнал с картинками, выходивший в Санкт-Петербурге в 1864—1892 годы.
Основан в 1864 году М. Ф. Ростовской и В. Н. Майковым; с 1865 г. издательницей-редактором была одна М. Ф. Ростовская, с 1870 г., в течение более 21 года — С. С. Кашпирева.
Выходил ежемесячно двумя книжками для старшего и для младшего возраста. Позже к разделу для детей младшего возраста прибавился ещё раздел для самых маленьких детей. Детский раздел состоял преимущественно из рассказов, повестей и сказок; в отделе для юношества повести и рассказы чередовались со статьями научного содержания. В конце 1880-х годов в журнале печаталась С. П. Соболева и С. А. Чистякова.
В 1891 году журнал перешел в собственность Э. А. Арнгольда, а с 1892 г. А. М. Вольфа и под редакцию А. Германа, причём он изменил своё название на «Литературные семейные вечера» и утратил своё первоначальное значение детского журнала.
Журнал был удостоен Высочайшего покровительства Государыни Императрицы Марии Александровны. Рекомендован учёным комитетом министерства народного просвещения для гимназии, уездных училищ и народных школ. Состоящих при IV отделении Собственного Его Величество Канцелярии учебным комитетом для чтения воспитанницам женских учебных заведении Императрицы Марии. Духовно-учебным управлением рекомендован начальствам духовных семинарии и училищ и главным управлением военно-учебных заведении рекомендован для библиотек военных гимназии и про гимназии, как издание представляющее обильный материал для выбора статей, пригодных для чтения воспитанников.
Годовое издание журнала было 24 книги, составленных по следующей программе:
1. Стихотворения, повести и рассказы как русских так и иностранных писателей
2. Биографии замечательных людей.
3. Очерки народных обычаев, предании разных стран. Картины частной жизни в разные эпохи.
4. Путешествия.
5. Статьи по части истории и всеобщей.
6. Статьи по естественным наукам.
7. Разборы замечательных сочинении.
8. Известия о замечательных открытиях, изобретениях и наблюдениях.

Статьи были тщательно распределены таким образом что первый раздел издания, распадался на две половины, из которых первая составляла бы вполне пригодное чтение для детей от 8 до 14 лет, а вторая для детей от 5 и до 8 лет. Другой же раздел заключал в себя по преимуществу статьи, приспособленные для семейного чтения так, чтобы все члены семьи нашли в этом отделе вещи, которые прочлись бы с одинаковым интересом и пользой. К разделу «для семейного чтения» рассылались ежемесячным приложением рисунки рукоделии, а к разделу «для детей» прилагались рисунки технических искусств и занятии.